# Pierre-Michel Lasogga
Pierre-Michel Lasogga, né le 15 décembre 1991 à Gladbeck en Allemagne, est un footballeur allemand. Il évolue comme attaquant mais c'est un joueur très polyvalent offensivement.

## Biographie
Après avoir été un acteur majeur de la saison laborieuse du Hambourg SV en 2013-2014, il décide de signer un nouveau contrat avec le club de Hambourg, bien que des clubs comme Liverpool ou Everton le suivaient assidûment.
Le 5 juin 2019, alors en fin de contrat à Hambourg, Pierre-Michel Lasogga décide de s'exiler au Qatar et rejoint le club d'Al-Arabi pour les trois prochaines saisons.

## Statistiques
| Saison                | Club                  | Championnat           | Championnat | Championnat | Championnat | Coupe(s) nationale(s) | Coupe(s) nationale(s) | Coupe(s) nationale(s) | Compétition(s) continentale(s) | Compétition(s) continentale(s) | Compétition(s) continentale(s) | Compétition(s) continentale(s) | Total | Total | Total |
| Saison                | Club                  | Division              | M.          | B.          | P.d.        | M.                    | B.                    | P.d.                  | Comp.                          | M.                             | B.                             | P.d.                           | M.    | B.    | P.d.  |
| 2010-2011             | Hertha BSC Berlin     | D2                    | 25          | 13          | 5           | 1                     | 0                     | 0                     | -                              | -                              | -                              | -                              | 26    | 13    | 5     |
| 2011-2012             | Hertha BSC Berlin     | D1                    | 32          | 8           | 3           | 4                     | 2                     | 0                     | -                              | -                              | -                              | -                              | 36    | 10    | 3     |
| 2012-2013             | Hertha BSC Berlin     | D2                    | 7           | 1           | 2           | 0                     | 0                     | 0                     | -                              | -                              | -                              | -                              | 7     | 1     | 2     |
| Sous-total            | Sous-total            | Sous-total            | 64          | 22          | 10          | 5                     | 2                     | 0                     | -                              | -                              | -                              | -                              | 69    | 24    | 10    |
| 2013-2014             | Hambourg SV           | D1                    | 16          | 11          | 1           | 2                     | 1                     | 0                     | -                              | -                              | -                              | -                              | 18    | 12    | 1     |
| Sous-total            | Sous-total            | Sous-total            | 16          | 11          | 1           | 2                     | 1                     | 0                     | -                              | -                              | -                              | -                              | 18    | 12    | 1     |
| Total sur la carrière | Total sur la carrière | Total sur la carrière | 80          | 33          | 11          | 7                     | 3                     | 0                     | -                              | -                              | -                              | -                              | 87    | 36    | 11    |

## Palmarès
- Hertha Berlin
  - Champion de 2.Bundesliga en 2011.